# Apocephalus paraponerae
Apocephalus paraponerae (лат.) — вид паразитических насекомых из семейства мух-горбаток (Phoridae).

## Распространение
Неотропика: от Коста-Рики до Аргентины.

## Описание
Мелкие мухи-горбатки, длина от 1,4 до 2,1 мм, светло-коричневого цвета (лоб и ноги жёлтые), паразитируют на крупных муравьях Paraponera clavata, Ectatomma tuberculatum, Pachycondyla spp. Яйца откладывают в голову, грудь или брюшко рабочих муравьёв. Время развития: яйца — около 7 часов, личинки — 48 часов, куколки — от 17 до 26 дней. Паразитические мухи привлекается особыми веществами (4-метил-3-гептанон, 4-метил-3-гептанол), выделяемыми мандибулярными железами муравьёв.
Вид был впервые описан в 1958 году бразильским энтомологом Томасом Боргмейром (Thomas Borgmeier; 1892—1975) и позднее (Brown, 2000) включён в видовую группу A. miricauda.